# 정재일
정재일(鄭在日, 1982년 5월 7일 ~ )은 대한민국의 음악가, 가수 겸 작곡가, 음악 프로듀서이다. 1999년에 이적, 한상원, 정원영, 이상민, 강호정으로 구성된 프로젝트 그룹 긱스의 1집 《GIGS 1》으로 데뷔와 동시에 활동을 시작하였다. 《늑대의 유혹》, 《해무》 외 등등의 많은 영화 및 뮤지컬 OST 음반 작업(프로듀싱)을 하면서 도움을 줬고, 특히 가수 강타, 보아, 박효신과 같은 다른 아티스트와의 콜라보도 종종 가진 바 있다. 현재까지 여러 가수들의 키보드 세션에 참여하면서 본인의 음악에 전념하고 있다.

## 음반 및 주요 활동

### 디스코그래피
긱스
- 1999년 《GIGS 1》
- 2000년 《GIGS 2》

정재일, 김책
- 2009년 10월 28일 《The Methodologies》

정재일, 한승석
- 2014년 6월 3일 《바리abandoned》

정재일, 요조
- 2015년 10월 26일 《가을을 남기고 간 사랑》

개인 음반
- 2003년 12월 9일 《눈물 꽃》
- 2009년 11월 13일 《바람: Wish OST》
- 2010년 2월 24일 《바람: Wish OST Part 2》
- 2010년 7월 6일 2집 《Jung Jae Il》
- 2012년 10월 23일 《Incendies》
- 2014년 2월 24일 EP 《Savoy Sauna》
- 2014년 3월 14일 EP 《상림》
- 2014년 4월 25일 《8 days》
- 2014년 8월 12일 《해무 OST》
- 2016년 3월 3일 《비행소년 kw4839》

### 영화 음악
- 1997년 《나쁜 영화》 (달파란 외 등등과 공동 작업)
- 2001년 《꽃섬》
- 2002년 《성냥팔이 소녀의 재림》(달파란, 복숭아 프리젠트, 장민승, PUPIL과 공동 작업)
- 2003년 《원더풀 데이즈》 (원일과 공동 작업)
- 2004년 《늑대의 유혹》
- 2007년 《싸움》
- 2009년 《마린 보이》(빅밴드 세션으로도 출연, 카메오 출연)
- 2009년 《바람》
- 2014년 《신촌좀비만화》 (조영욱 외 2명과 공동 작업)
- 2014년 《해무》
- 2017년 《옥자》
- 2017년  《뷰티풀 투모로우》(음악 공동 작업,박효신과 주연으로 출연)
- 2018년  《오버 데어》
- 2019년 《기생충》[1]

### 사운드트랙
- 2021년 netflix original 《오징어 게임》 (드라마 OST)

## 수상
- 2004년 제1회 한국대중음악상 올해의 신인상
- 2010년 제7회 한국대중음악상 최우수 재즈&크로스오버 최우수연주상
- 2013년 제7회 더 뮤지컬 어워즈 음악감독상
- 2015년 제12회 한국대중음악상 최우수 재즈&크로스오버 크로스오버음반상
- 2017년 업무추진 유공자 포상 예술분야 문화체육관광부장관 표창
- 2019년 제28회 부일영화상 음악상
- 2020년 제56회 대종상 영화제 음악상
- 2021년 HMMA (Hollywood Music in Media Awards) 2021 'SCORE - TV SHOW/LIMITED SERIES' 수상